# 1508

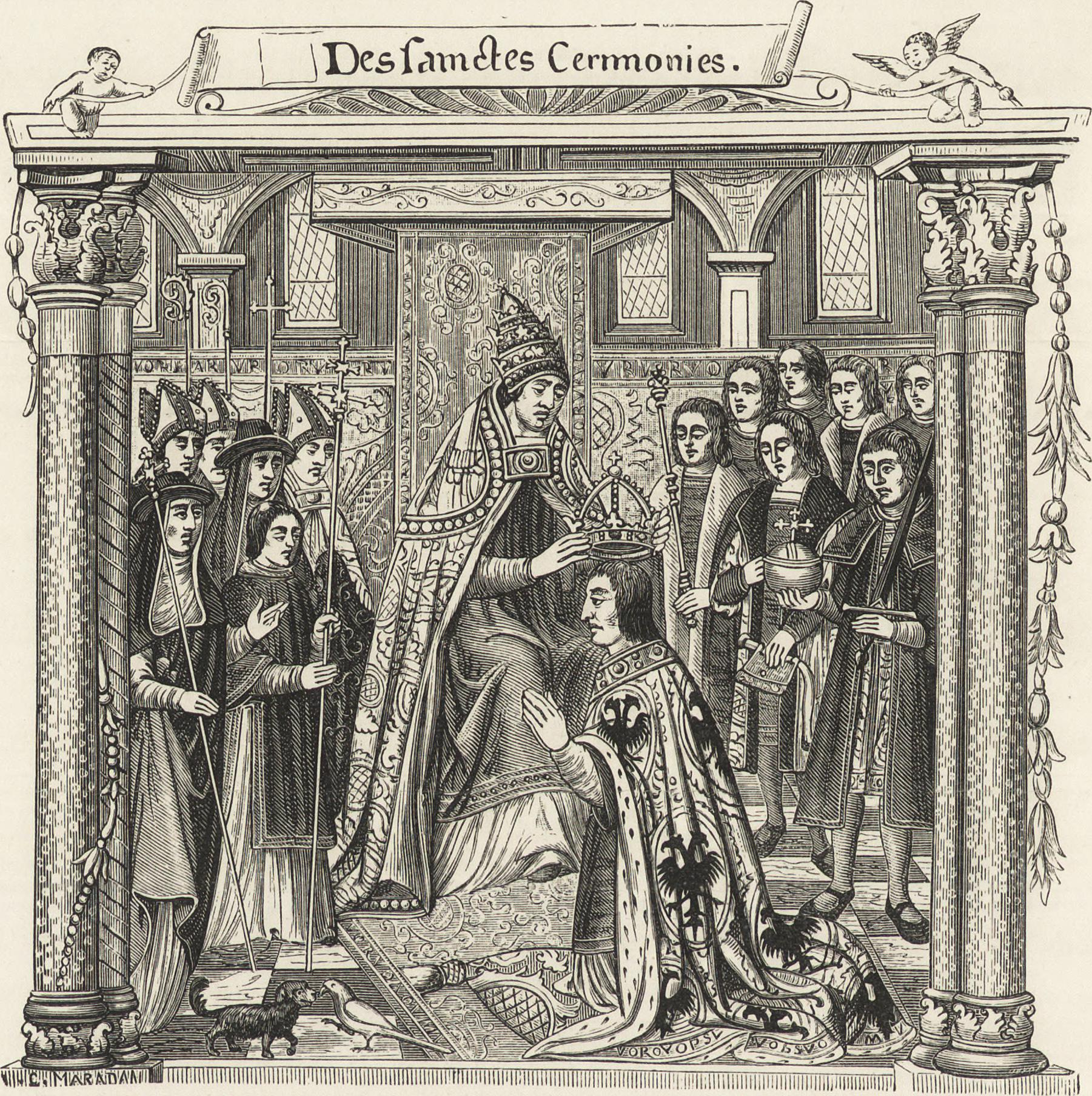
Maximiliaan I tot keizer gekroond

Het jaar 1508 is het 8e jaar in de 16e eeuw volgens de christelijke jaartelling.

## Gebeurtenissen
- 4 februari - Maximiliaan I wordt in Trente tot keizer gekroond.
- februari - Maximiliaan I trekt op tegen Venetië, doch wordt verslagen, en moet Triëst en Fiume afstaan.
- maart - De mammelukse vloot verslaat bij Chaul een Portugees eskader van Lourenço de Almeida. Deze sneuvelt als zijn schip tot zinken wordt gebracht.
- 6 juni - Alonso de Ojeda wordt benoemd tot onderkoning van Nieuw-Andalusië, de kust van het huidige Venezuela.
- 31 augustus - Willem IX van Monferrato huwt Anne van Alençon
- 16 oktober - Leer ontvangt het marktrecht van Edzard I.
- 29 oktober - In zijn veroveringstocht door het Oversticht laat Karel van Gelre het stadje Kuinre plunderen.
- 8 december - Ondertekening van de Vrede van Kamerijk waarbij Karel van Gelre aan Margaretha van Oostenrijk belooft een einde te maken aan de Gelderse Oorlogen.
- 10 december - Vorming van de Liga van Kamerijk, een verbond tussen het Heilige Roomse Rijk, Frankrijk, Aragon en de Pauselijke Staat gericht tegen Venetië. Zie: Oorlog van de Liga van Kamerijk
- Einde van het rijk van de Ak Koyunlu.
- Juan Ponce de León begint de kolonisatie van Puerto Rico.
- Masqat (Oman) wordt door de Portugezen bezet.
- Adolf II en Magnus van Anhalt-Zerbst treden af. Hun gebied wordt verdeeld tussen Anhalt-Dessau en Anhalt-Köthen.
- Thomas Aubert verkent de Saint Lawrencebaai en brengt 7 indianen mee terug naar Frankrijk.
- Sebastian Cabot maakt een reis op zoek naar de Noordwestelijke Doorvaart.
- Diego Columbus wordt benoemd tot gouverneur van de Indiën.
- Juan Díaz de Solís en Vicente Yáñez Pinzón maken een reis naar de kust van Brazilië.
- De landbrug die het Haarlemmermeer en het Spieringmeer van elkaar scheidt, verdwijnt.

## Beeldende kunst
- Paus Julius II geeft Michelangelo opdracht de Sixtijnse Kapel te beschilderen. Michelangelo schilderde de fresco's tussen 1508 en 1512

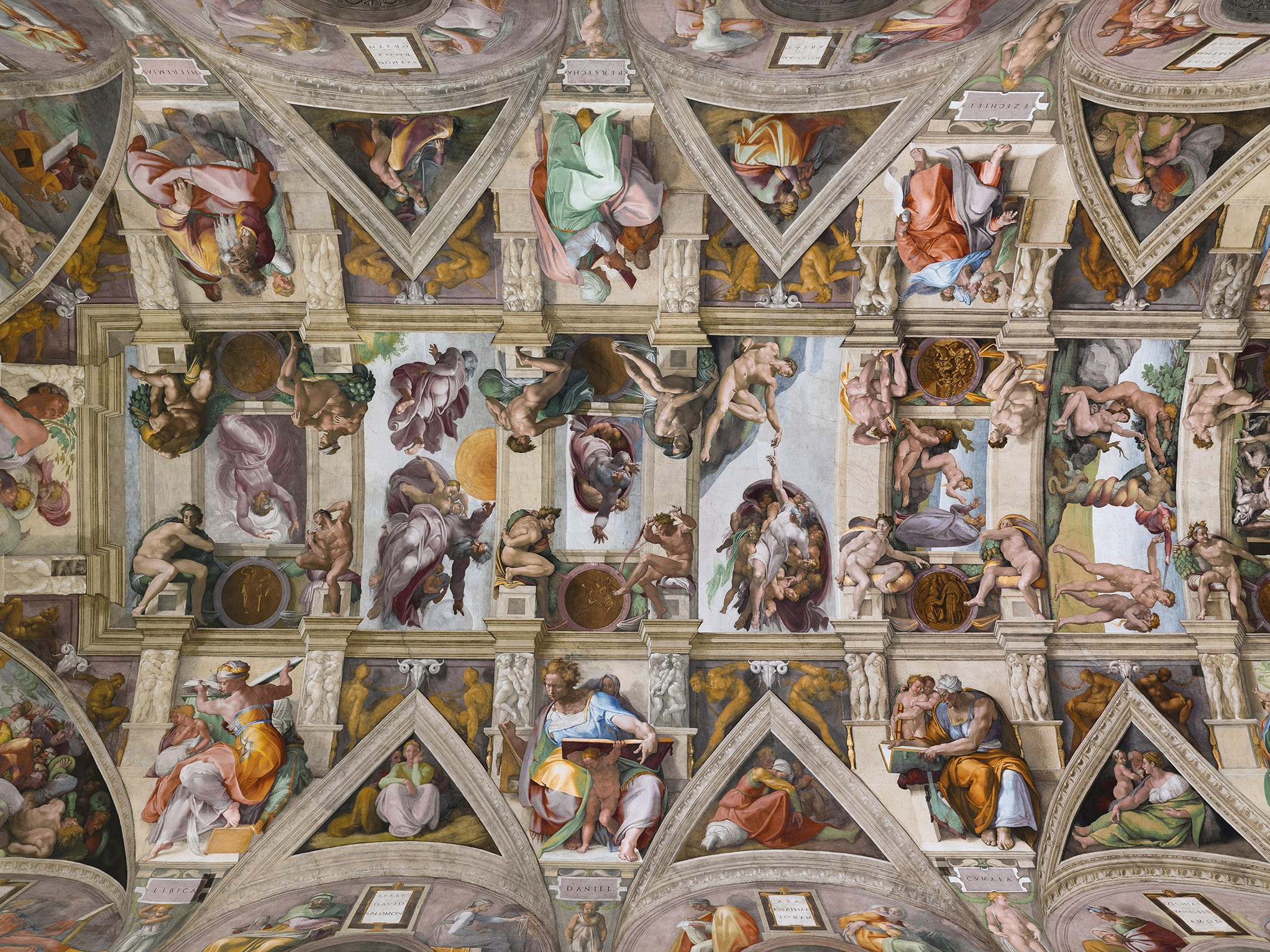
Gewelf van de Sixtijnse Kapel
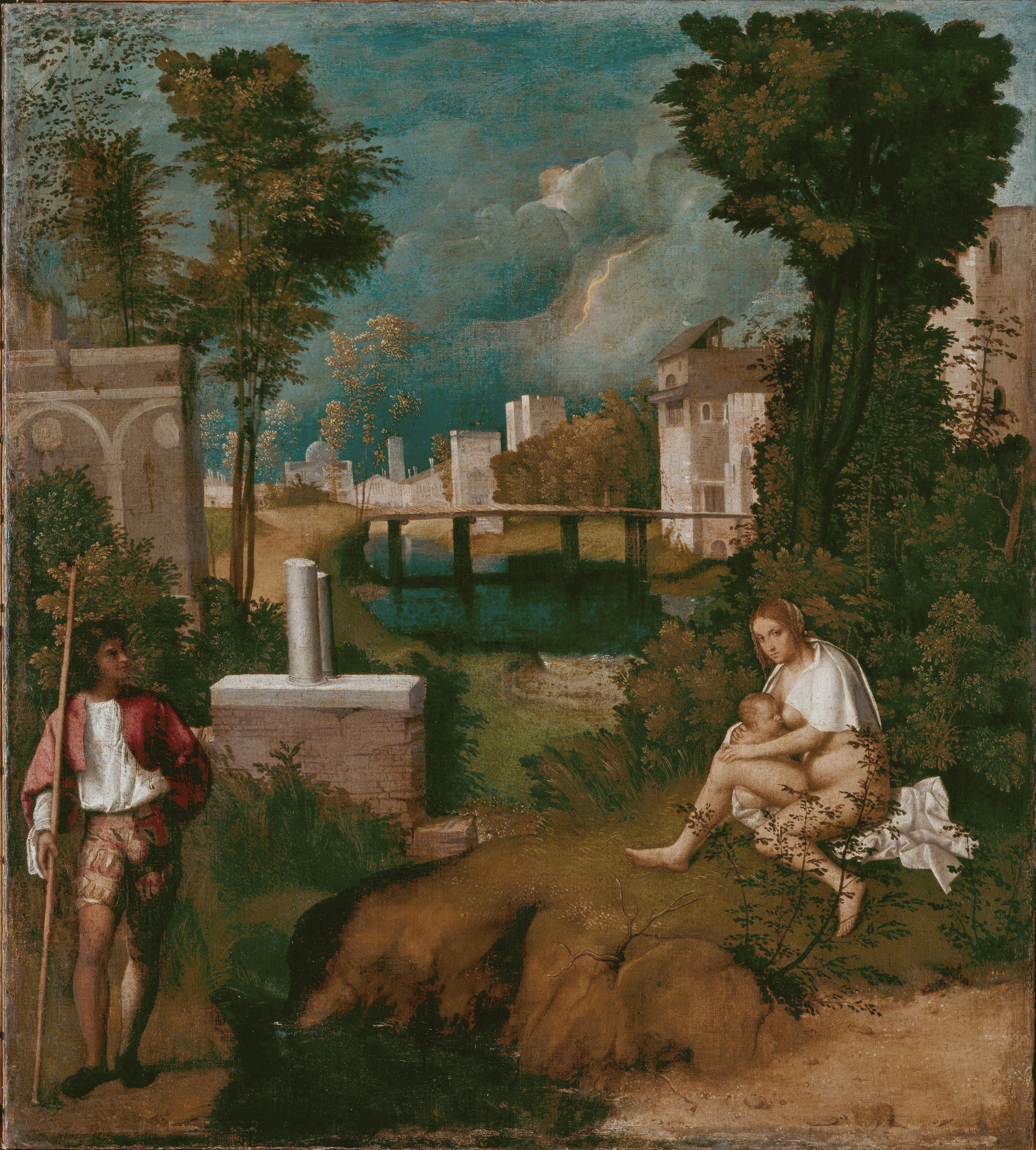
Giorgione: La tempesta
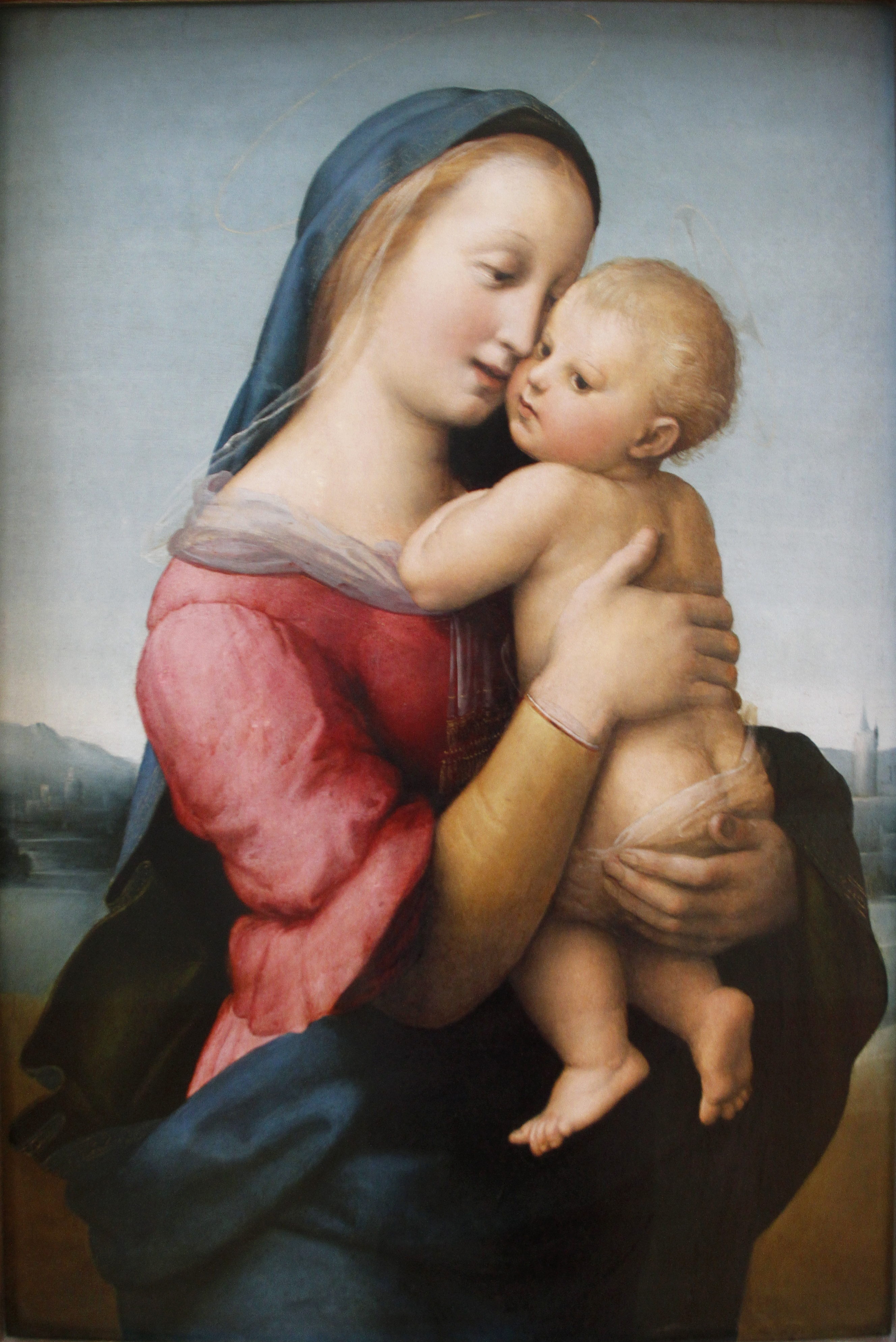
Rafaël Santi: Madonna Tempi
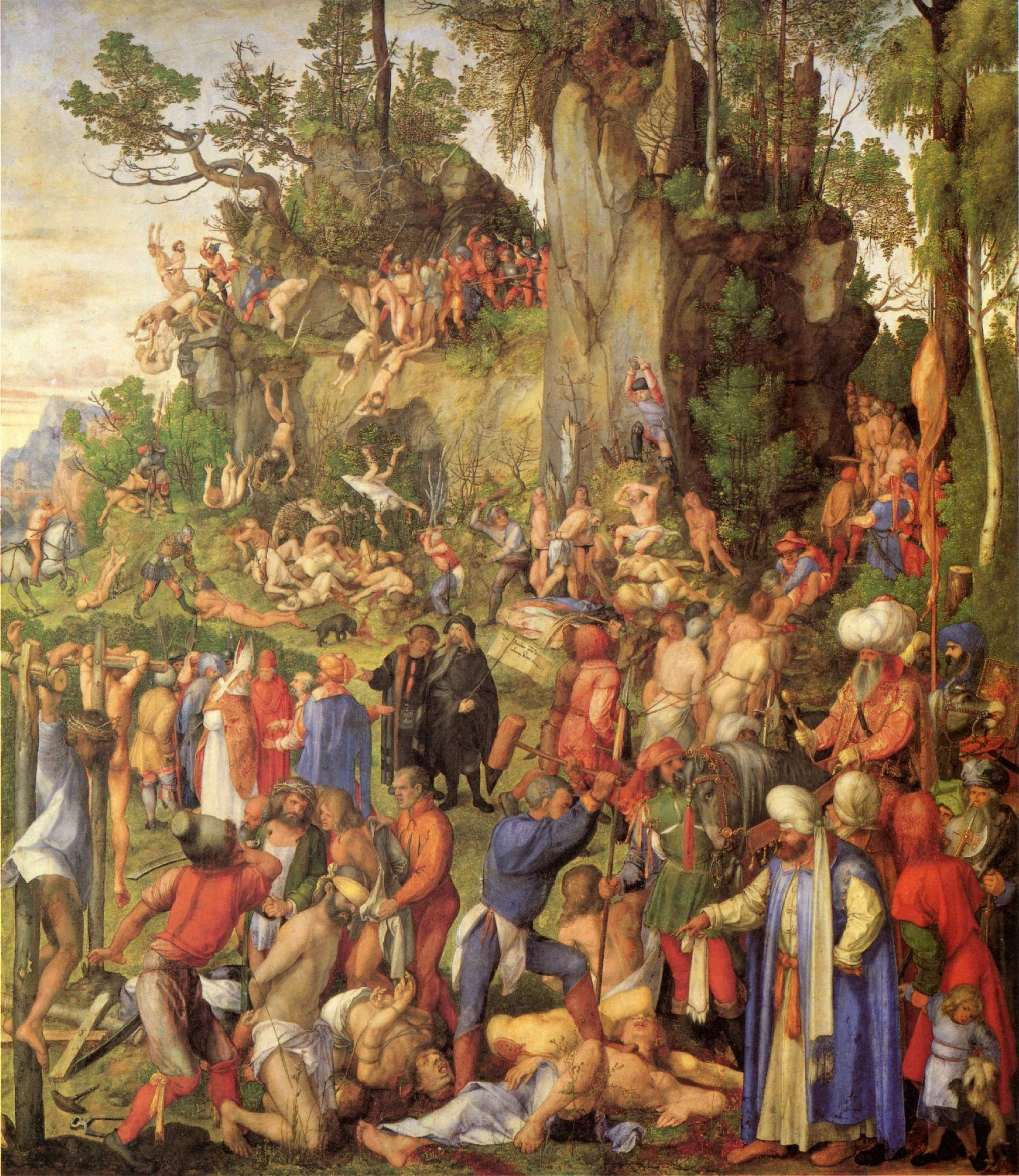
Albrecht Dürer: Martelaarschap van de Tienduizend
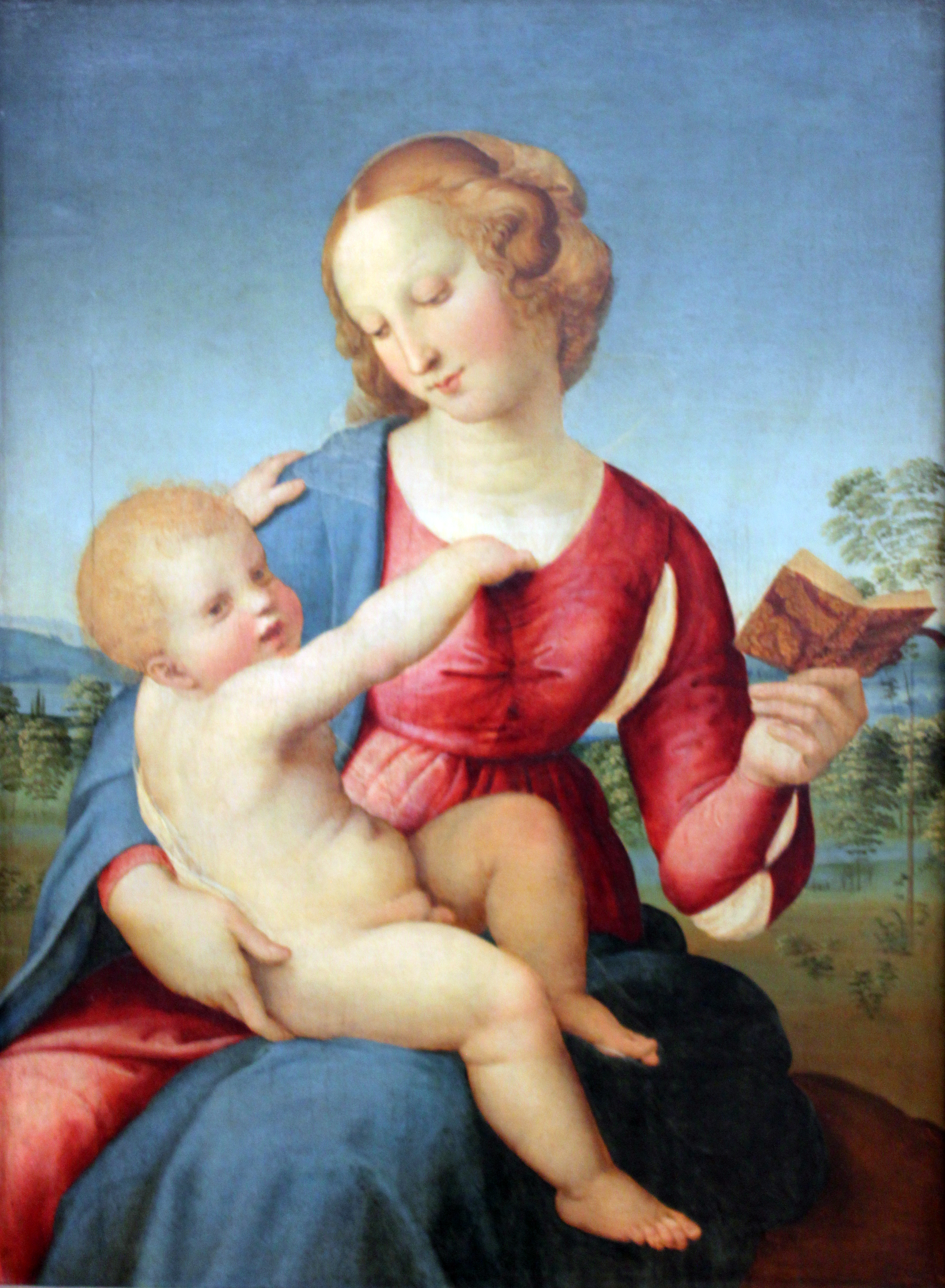
Rafaël Santi: Madonna Colonna
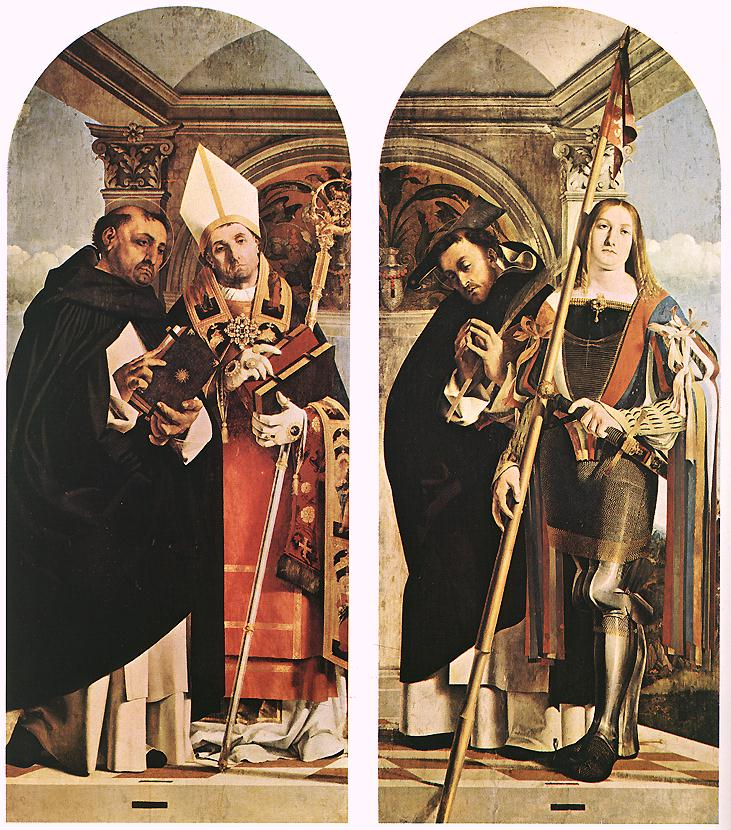
Lorenzo Lotto: Recanati polyptiek (zijluiken)
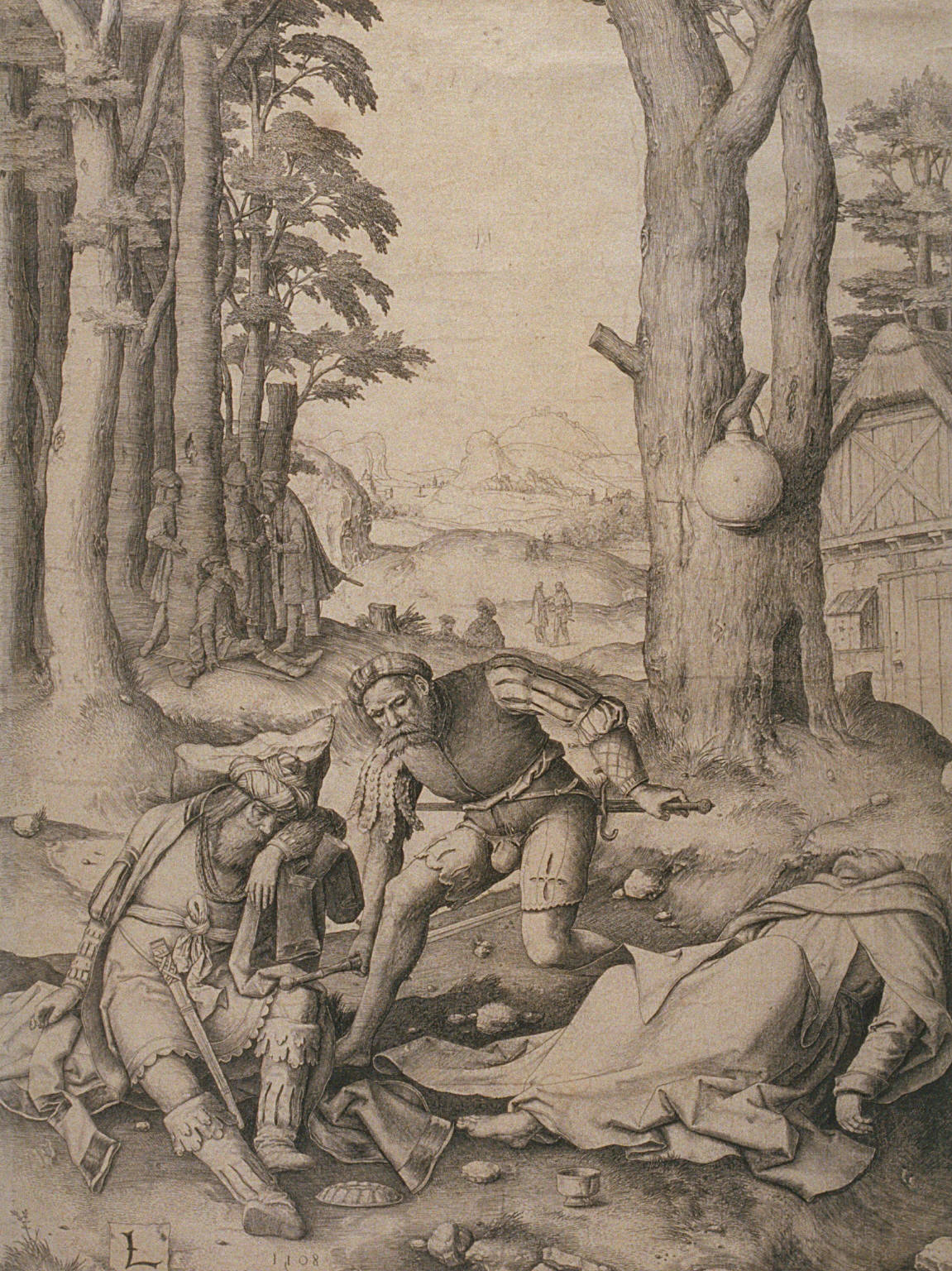
Lucas van Leyden: Mohammed en de monnik Sergius

## Opvolging
- Anhalt-Köthen - Waldemar VI en George II opgevolgd door Waldemars zoon Wolfgang
- Aumale, Elbeuf en Joinville - René II van Lotharingen opgevolgd door zijn zoon Claude van Lotharingen
- Beieren - Albrecht IV opgevolgd door zijn zoon Willem IV
- kalief van Caïro (Abbasiden) - al-Mustamsik opgevolgd door al-Mutawakkil III
- Dominicanen (magister-generaal) - Tommaso de Vio als opvolger van Jean Clérée
- Lotharingen, Bar en Vaudémont - René II opgevolgd door zijn zoon Anton
- Münster - Koenraad II van Rietberg opgevolgd door Erik van Saksen-Lauenburg
- Paderborn - Herman IV van Hessen opgevolgd door Erik van Brunswijk-Grubenhagen
- Keulen - Herman IV van Hessen opgevolgd door Filips II van Daun-Oberstein
- Rijnpalts - Filips opgevolgd door zijn zoon Lodewijk V
- shogun (Japan) - Ashikaga Yoshizumi opgevolgd door Ashikaga Yoshitane
- Tecklenburg - Nicolaas III opgevolgd door zijn zoon Otto IX
- Urbino - Guidobaldo da Montefeltro opgevolgd door Francesco Maria della Rovere
- Walachije - Radu cel Mare opgevolgd door Mihnea cel Rău

## Afbeeldingen

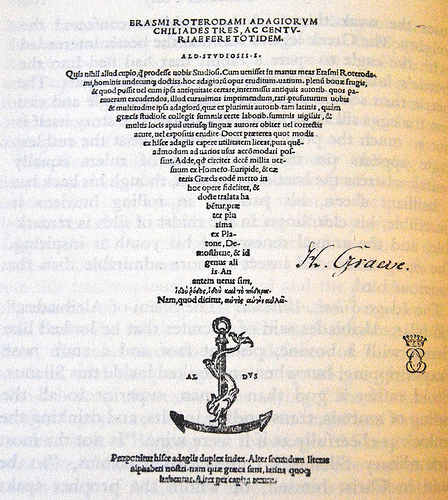
De Adagia van Erasmus
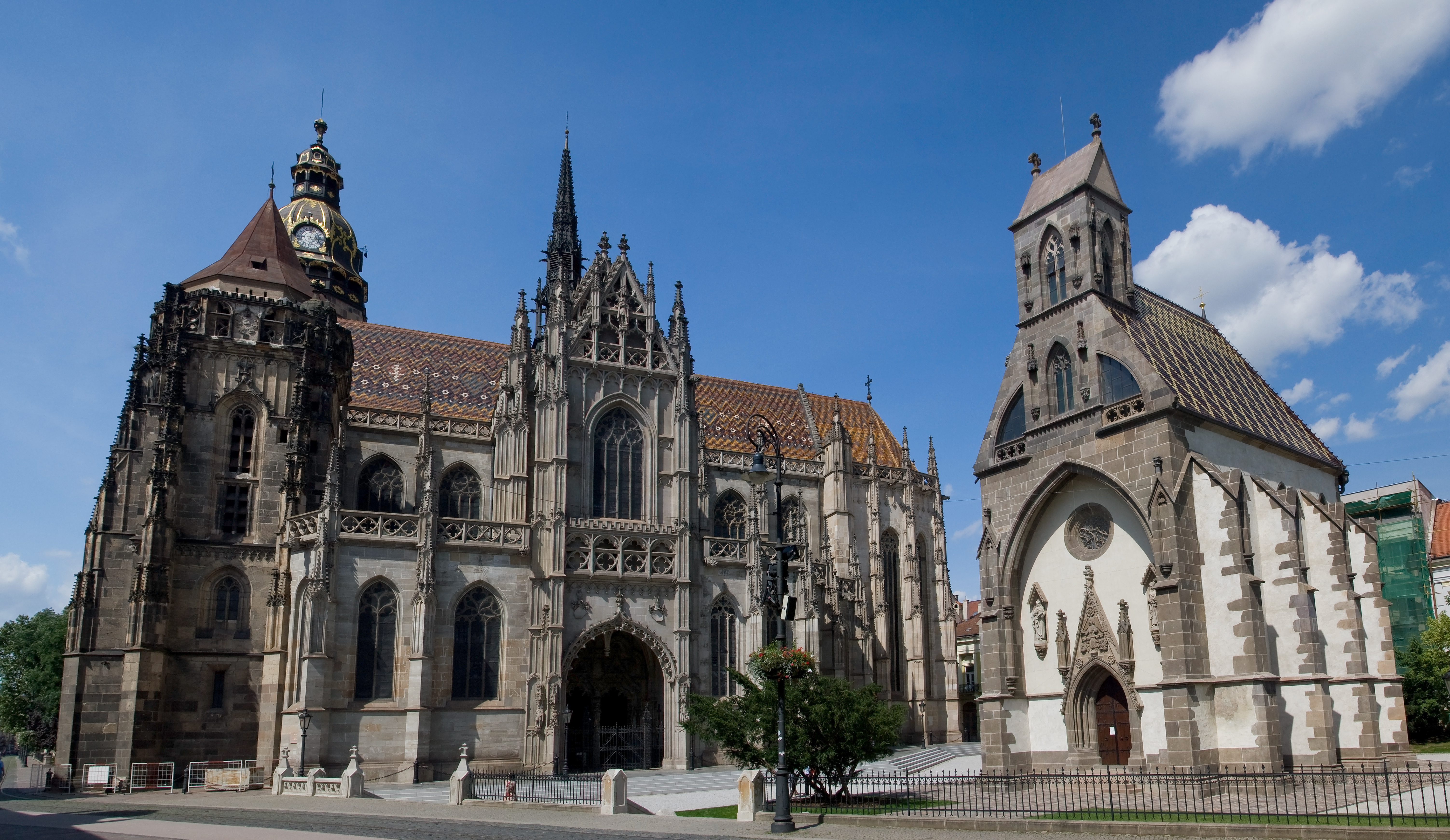
kathedraal van Košice, voltooid 1508
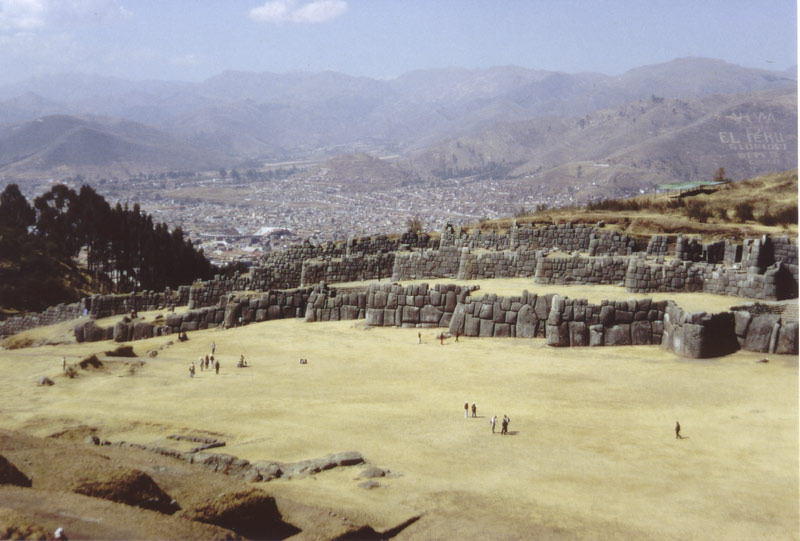
Sacsayhuamán, Peru, voltooid 1508
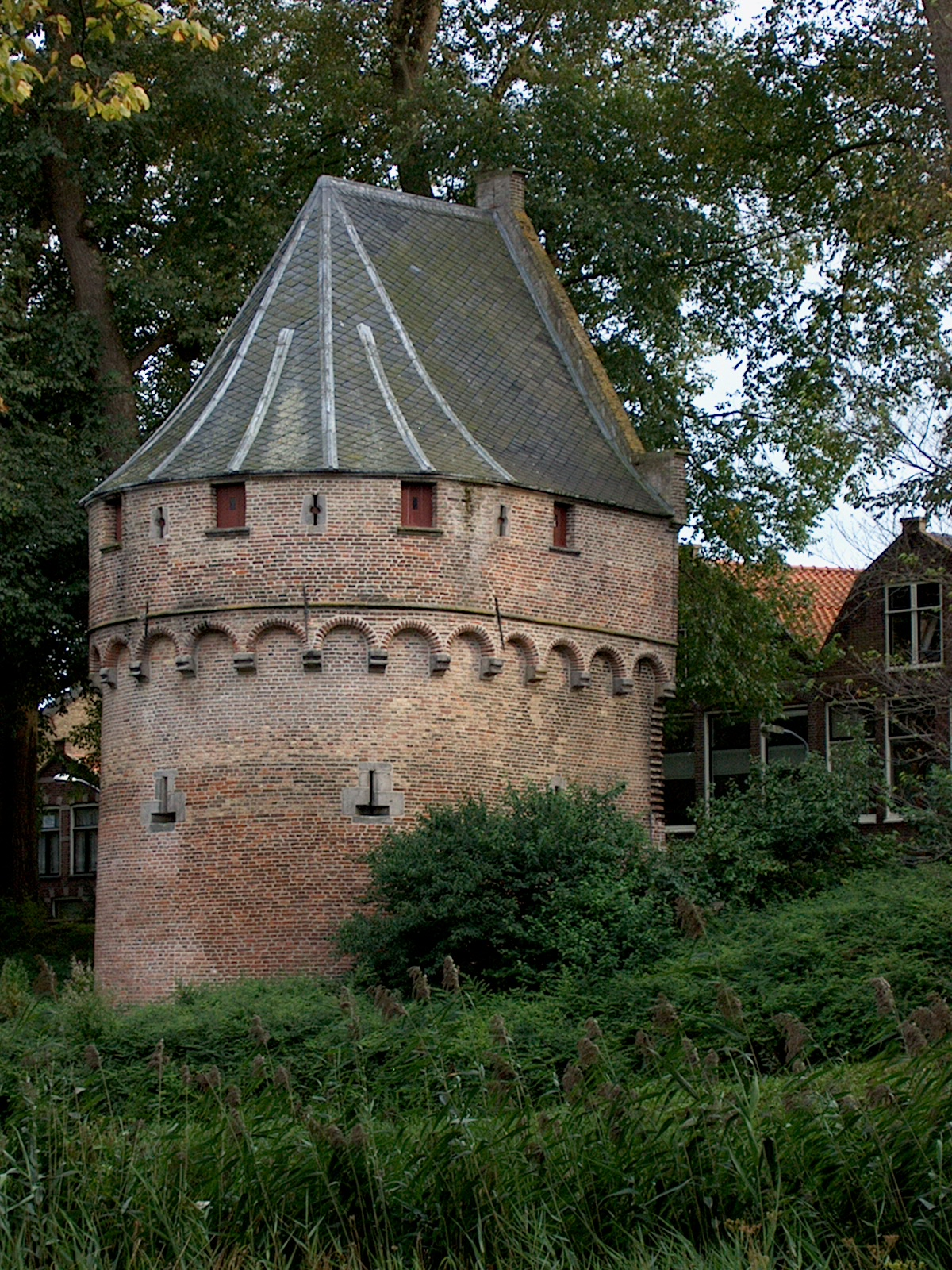
Mariatoren, Hoorn

## Geboren
- 6 maart - Humayun, keizer van het Mogolrijk (1530-1540, 1555-1556)
- 3 april - Jean Dorat, Frans dichter
- 5 april - Ercole II d'Este, hertog van Ferrara
- 23 april - Georg Sabinus, Duits dichter
- ca. 9 juni - Primož Trubar, Sloveens geestelijke
- 15 juli - Nikola Šubić Zrinski, Kroatisch legerleider en staatsman
- 23 november - Frans van Brunswijk-Lüneburg, Duits edelman
- 30 november - Mencía de Mendoza, Spaans edelvrouw
- 30 november - Andrea Palladio, Italiaans architect
- 8 december - Gemma Frisius, Nederlands geograaf
- 21 december - Thomas Naogeorgus, Duits schrijver
- Oswald II van den Bergh, Noord-Nederlands edelman
- Drowey Gönpo, Tibetaans staatsman
- Claude van Longueville, Frans edelman
- Francisco de Montejo, Spaans conquistador
- Bernardo Salviati, Italiaans militair en kardinaal
- Pieter Aertsen, Noord-Nederlands schilder (jaartal bij benadering)
- Conrad V Kettler zu Alt-Assen, Duits edelman (jaartal bij benadering)
- Jane Seymour, echtgenote van Hendrik VIII (jaartal bij benadering)
- Thomas Seymour, Engels staatsman (jaartal bij benadering)
- Jane Stuart, Schots maîtresse van Hendrik II van Frankrijk (jaartal bij benadering)

## Overleden
- 4 februari - Conrad Celtis (49), Duits humanist
- 15 februari - Giovanni II Bentivoglio (62), Italiaans edelman
- 27 februari - Jacobus Stuart (1), kroonprins van Schotland
- 28 februari - Filips van de Palts (59), keurvorst van de Palts (1449-1451, 1476-1508)
- 18 maart - Albrecht IV (60), hertog van Beieren (1465/1503-1508)
- 7 april - Engelbrecht van Nassau-Wiesbaden-Idstein (~59), Duits edelman
- 11 april - Guidobaldo da Montefeltro (36), hertog van Urbino (1482-1508)
- 23 april - Radu cel Mare (~40), woiwode van Walachije
- 27 mei - Giles Daubeney (56), Engels edelman
- 27 mei - Ludovico Sforza (55), hertog van Milaan (1494-1499/1500)
- 3 juni - Nicolaas III van Tecklenburg, Duits edelman
- 6 juni - Ercole Strozzi (34), Italiaans dichter
- 4 augustus - Rafaël van Bourgondië (~71), Bourgondisch geestelijke
- 5 augustus - Henrick Taije, Brabants edelman
- 18 september - Jorge da Costa (~102), Portugees kardinaal
- 23 september - Beatrix van Napels (51), echtgenote van Matthias Corvinus
- 16 oktober - Lodewijk II van Beaumont (~78), Frans-Spaans edelman
- 19 oktober - Herman IV van Hessen (~58), Duits prelaat
- 1 november - Waldemar VI van Anhalt (~58), Duits edelman
- 29 november - Hendrick van Doerne, Brabants edelman
- 10 december - René II (57), hertog van Lotharingen
- Jitschak Abarbanel (~71), Spaans-Portugees rabbijn
- Ursula van Brandenburg (~58), Duits edelvrouw
- Micheletto Corella (~37), Spaans legerleider
- Jan van Luxemburg-Ville (~31), Bourgondisch staatsman
- Judah Minz (~98), Duits-Italiaans rabbijn
- Hendrik van Schaumburg, Duits prelaat
- Willem van der Haegen, Vlaams koopman (jaartal bij benadering)
- Giovanni Ambrogio de Predis, Milanees schilder (jaartal bij benadering)